# قضیه تمامیت گودل

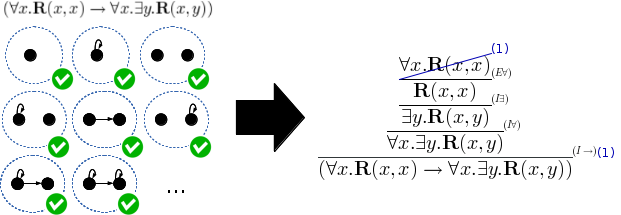
فرمول (∀x. R(x,x)) → (∀x∃y. R(x,y)) در تمامی ساختار‌ها برقرار است (فقط ۸ عدد ساده‌ترین آنها در سمت چپ نشان داده شده). برطبق قضیه تمامیت گودل، این فرمول در نتیجه باید یک اثبات استنتاج طبیعی داشته باشد (نشان داده شده در سمت راست).

قضیه تمامیت گودل یک قضیه اساسی در منطق ریاضی است که تناظری بین صدق معناشناختی و اثبات پذیری نحوی در منطق مرتبه اول برقرار می‌کند. این قضیه ارتباطی نزدیک بین نظریه مدل که با بررسی درستی در مدل‌های مختلف سروکار دارد، و نظریه برهان که به مطالعه این می‌پردازد که چه چیزی می‌تواند در یک سیستم صوری به صورت صوری اثبات شود، برقرار می‌کند.
این قضیه برای نخستین بار توسط کورت گودل در سال ۱۹۲۹ ثابت شد. پس از آن بود که در سال ۱۹۴۷ توسط لئون هنکین ساده شد که در پایان‌نامه دکتری اش متوجه شد که بخش سخت اثبات را می‌تواند به صورت قضیه وجود مدل ارائه داد (منتشر شده در سال ۱۹۴۹). اثبات هنکین توسط گیسبرت هازن‌یگر در سال ۱۹۵۳ ساده‌سازی شد.

## برای مطالعهٔ بیشتر
- Gödel, K (1929). "Über die Vollständigkeit des Logikkalküls". Doctoral dissertation. University Of Vienna. {{cite journal}}: Cite journal requires |journal= (help) The first proof of the completeness theorem.
- Gödel, K (1930). "Die Vollständigkeit der Axiome des logischen Funktionenkalküls". Monatshefte für Mathematik (به آلمانی). 37 (1): 349–360. doi:10.1007/BF01696781. JFM 56.0046.04. The same material as the dissertation, except with briefer proofs, more succinct explanations, and omitting the lengthy introduction.